# Fido Dido
Fido Dido är en seriefigur skapad av Joanna Ferrone och Sue Rose.
Rose började rita karaktären på en servett i en restaurang 1985. Fido Dido var licensierat till Pepsico under 1980-talet, men karaktären har inte fått mycket uppmärksamhet och popularitet förrän under början av 1990-talet i flera produkter genom reklam, särskilt brevpapper. Han återkom under 2000-talet och för närvarande används han på burkar och reklam för 7 Up i Argentina, Australien, Kanada, Chile, Kina, Colombia, Egypten, Frankrike, Tyskland, Grekland, Grekland, Indien, Irland, Israel, Italien, Mexiko, Nederländerna, Pakistan, Filippinerna, Polen, Ryssland, Saudiarabien, Spanien, Storbritannien, Sverige och Vietnam.
Fido Dido har licensierats till Pepsico för sina varumärken 7-Up och Slice på marknader utanför USA, 7-Up har licensierat varumärket till Pepsico för tillverkning och distribution på marknader utanför USA.
1993 fick Fido Dido ett eget videospel som skapades för Sega Mega Drive och SNES. Spelet släpptes dock aldrig.
Under tidigt 1990-tal hade Fido Dido en egen serie i tonårstidningen YM.